# Друкарство (журнал)
«Друкарство» — науковий журнал. Засновником журналу були Державний комітет телебачення і радіомовлення України, ВАТ «Український науково-дослідний інститут спеціальних видів друку», ЗАТ «Холдингова компанія «Бліц-Інформ».
Рік заснування — 1994. Мова видання — українська. Свідоцтво про державну реєстрацію друкованого засобу масової інформації КВ № 4062 від 06.07.1994 р.
Постановою президії Вищої атестаційної комісії України журнал «Друкарство» включено до переліку фахових видань України, в яких можуть публікуватися результати дисертаційних робіт на здобуття наукових ступенів доктора і кандидата філологічних наук (постанова від 13.12.2000 р. № 2–05/9) та технічних наук (постанова від 14.11.2001 р. № 2–05/9).
Редколегія видання знаходилася у ВАТ «Український науково-дослідний інститут спеціальних видів друку» за адресою: 02156, м. Київ, вул. Кіото, 25.
До редакційної колегії журналу входили відомі науковці та громадсько-культурні діячі: Степан Гунько, Віталій Дончик, Анатолій Дорош, Богдан Дурняк, Микола Жулинський, Роман Іванченко, Іван Ковба, Едуард Лазаренко, Богдан Никифорук, Анатолій Петрук, Анатолій Погрібний, Олександр Полюдов, Володимир Різун, Олег Розум, Микола Сенченко, Микола Тимошик, Ярослав Чехман, Анатолій Шевчук.
З 1999 р. журнал почав виходити раз на два місяці обсягом 96 сторінок. Основні рубрики видання — «Держава і книга», «Поліграфічна справа», «Видавнича справа», «Науковий пошук», «Устаткування», «Витратні матеріали», «Виставки, форуми, конференції», «Обличчя», «Фахова підготовка», «Книжкова полиця», «Історія», «Новини».
Протягом 1994—2006 рр. світ побачив сімдесят один номер журналу. У 2007 р. журнал припинив своє існування